# ساندرینگهام، ویکتوریا
ساندرینگهام (به انگلیسی: Sandringham) یک منطقهٔ مسکونی در استرالیا است که در City of Bayside واقع شده‌است.